# 岡誠一
岡 誠一（おか せいいち、1951年5月22日 - ）は、日本の元文部官僚。

## 来歴・人物
東北大学工学部を卒業後、1974年に文部省入省（技官）。文教施設部（後の文教施設企画部）指導課監理室長、同施設企画課監理室長、同技術課長、同計画課長、文教施設企画部計画課長、同施設企画課長などを経て、2007年4月より文教施設企画部技術参事官。
| スタブアイコン | サブスタブ | この項目は、まだ閲覧者の調べものの参照としては役立たない、人物に関連した書きかけの項目です。この項目を加筆・訂正などしてくださる協力者を求めています（P:人物伝/PJ:人物伝）。 |